# Чемпіонат України з футболу 2005—2006: вища ліга (склади команд)
У складах клубів подано гравців, які провели щонайменше 1 гру в вищій лізі сезону 2005/06. Прізвища, імена та по батькові футболістів подані згідно з офіційним сайтом ФФУ.

## «Арсенал» (Київ)
Головні тренери: Олександр Баранов (14 матчів), Ігор Бабінчук (1 матч), Олександр Заваров (15 матчів)
| №            | Футболіст                             | Дата народження   | Країна   | Ігри     | Голи     |
| Воротарі     | Воротарі                              | Воротарі          | Воротарі | Воротарі | Воротарі |
| ------------ | ------------------------------------- | ----------------- | -------- | -------- | -------- |
|              | Бажан Ігор Миколайович                | 2 грудня 1981     | Україна  | 18       | 20п      |
|              | Байрашевський Роман Валерійович       | 7 серпня 1974     | Україна  | 9        | 15п      |
|              | Вокальчук Сергій Євгенович            | 2 січня 1982      | Україна  | 1        | 2п       |
|              | Деонас(Винокуров) Вадим Володимирович | 25 липня 1975     | Україна  | 2        | 2п       |
| Захисники    |                                       |                   |          |          |          |
|              | Анікеєв Володимир Юрійович            | 16 січня 1976     | Україна  | 4        | 0        |
|              | Баранов Іван Олександрович            | 16 червня 1985    | Україна  | 3        | 0        |
|              | Башлай Андрій Олександрович           | 16 лютого 1985    | Україна  | 2        | 0        |
|              | Беньо Юрій Володимирович              | 25 квітня 1974    | Україна  | 19       | 0        |
|              | Буньєвчевич Мирко                     | 5 лютого 1978     | Сербія   | 18       | 0        |
|              | Ганчаржик Северин Даніель             | 22 листопада 1981 | Польща   | 4        | 1        |
|              | Крючихін Сергій Павлович              | 15 січня 1984     | Росія    | 1        | 0        |
|              | Першин Олександр Валентинович         | 23 червня 1977    | Україна  | 24       | 2        |
|              | Розгон Віталій Вікторович             | 23 березня 1980   | Україна  | 20       | 0        |
|              | Романчук Олександр Володимирович      | 21 жовтня 1984    | Україна  | 9        | 1        |
|              | Свідерський Вячеслав Михайлович       | 1 січня 1979      | Україна  | 10       | 0        |
|              | Шандрук Олег Миколайович              | 30 січня 1983     | Україна  | 8        | 0        |
| Півзахисники |                                       |                   |          |          |          |
|              | Ібанда Патрік Гійом                   | 5 вересня 1978    | Камерун  | 20       | 0        |
|              | Іванов Олексій Володимирович          | 9 січня 1978      | Україна  | 25       | 0        |
|              | Брглес Даріо                          | 15 квітня 1977    | Хорватія | 11       | 0        |
|              | Воробей Дмитро Сергійович             | 10 травня 1985    | Україна  | 2        | 0        |
|              | Канкава Джаба Георгійович             | 18 березня 1986   | Грузія   | 10       | 0        |
|              | Кардаш Василь Ярославович             | 14 січня 1973     | Україна  | 4        | 0        |
|              | Коновалов Сергій Борисович            | 1 березня 1972    | Україна  | 6        | 0        |
|              | Костюк Ігор Володимирович             | 14 вересня 1975   | Україна  | 12       | 1        |
|              | Мізін Сергій Григорович               | 25 вересня 1972   | Україна  | 26       | 4        |
|              | Піріч Івіца                           | 24 січня 1977     | Хорватія | 19       | 0        |
|              | Рібіч Владімір                        | 28 березня 1981   | Сербія   | 7        | 0        |
|              | Рябих Андрій Митрофанович             | 16 травня 1982    | Росія    | 1        | 0        |
|              | Ситник Олександр Борисович            | 2 січня 1985      | Україна  | 1        | 0        |
|              | Скоба Ігор Олегович                   | 21 травня 1982    | Україна  | 20       | 0        |
|              | Уваров Олексій Міхайловіч             | 1 червня 1981     | Росія    | 12       | 0        |
|              | Черніков Володимир Валерійович        | 15 січня 1982     | Україна  | 2        | 0        |
|              | Ярошенко Костянтин Юрійович           | 12 вересня 1986   | Україна  | 6        | 0        |
| Нападники    |                                       |                   |          |          |          |
|              | Бабич Костянтин Миколайович           | 6 травня 1975     | Україна  | 14       | 1        |
|              | Батальський Олександр Анатолійович    | 28 жовтня 1986    | Україна  | 11       | 0        |
|              | Ковальчик Мацей                       | 6 березня 1977    | Польща   | 22       | 4        |
|              | Окодува Еммануель Осеї                | 21 листопада 1983 | Нігерія  | 29       | 15       |
|              | Періч Іван                            | 5 травня 1982     | Сербія   | 7        | 2        |

## «Волинь» (Луцьк)
Головний тренер: Віталій Кварцяний
| №            | Футболіст                        | Дата народження   | Країна               | Ігри     | Голи     |
| Воротарі     | Воротарі                         | Воротарі          | Воротарі             | Воротарі | Воротарі |
| ------------ | -------------------------------- | ----------------- | -------------------- | -------- | -------- |
|              | Неділько Віталій Михайлович      | 21 серпня 1982    | Україна              | 1        | 2п       |
|              | Постранський Віталій Михайлович  | 2 серпня 1977     | Україна              | 19       | 32п      |
|              | Романенко Всеволод Вадимович     | 24 березня 1977   | Україна              | 10       | 11п      |
| Захисники    |                                  |                   |                      |          |          |
|              | Божіч Мілан                      | 23 січня 1982     | Канада               | 2        | 0        |
|              | Джудовіч Міодраг                 | 6 вересня 1979    | Сербія               | 1        | 0        |
|              | Донець Андрій Анатолійович       | 3 січня 1981      | Україна              | 7        | 0        |
|              | Ковалюк Володимир Васильович     | 3 березня 1972    | Україна              | 17       | 0        |
|              | Коц Роман Миколайович            | 12 вересня 1984   | Україна              | 1        | 0        |
|              | Омоко Оровіанор Гаррісон         | 12 грудня 1981    | Нігерія              | 18       | 0        |
|              | Папа Гуйе                        | 7 червня 1984     | Сенегал              | 15       | 0        |
|              | Поляков Борис Маркович           | 8 грудня 1976     | Україна              | 4        | 0        |
|              | Ратій Олег Борисович             | 5 липня 1970      | Україна              | 3        | 0        |
|              | Савінов Олексій                  | 19 квітня 1979    | Молдова              | 1        | 0        |
|              | Соколенко Андрій Євгенович       | 8 червня 1978     | Україна              | 10       | 1        |
|              | Здравко Шараба                   | 15 травня 1980    | Боснія і Герцеговина | 3        | 0        |
|              | Шпак Сергій Федорович            | 1 січня 1984      | Україна              | 1        | 0        |
| Півзахисники |                                  |                   |                      |          |          |
|              | Бута Корнел                      | 1 листопада 1977  | Румунія              | 19       | 2        |
|              | Гащин Володимир Володимирович    | 2 січня 1972      | Україна              | 22       | 0        |
|              | Герасимюк Олег Вікторович        | 25 вересня 1986   | Україна              | 19       | 0        |
|              | Гончаренко Сергій Григорович     | 24 квітня 1974    | Україна              | 1        | 0        |
|              | Девіч Марко                      | 27 жовтня 1983    | Україна              | 18       | 2        |
|              | Славолюб Джорджевич              | 15 лютого 1981    | Сербія та Чорногорія | 6        | 0        |
|              | Жерш Роман Валерійович           | 2 грудня 1985     | Україна              | 7        | 0        |
|              | Круніч Браніслав                 | 28 січня 1979     | Боснія і Герцеговина | 1        | 0        |
|              | Лужанков Олександр Олександрович | 7 травня 1983     | Білорусь             | 3        | 0        |
|              | Максимюк Роман Васильович        | 14 червня 1974    | Україна              | 25       | 1        |
|              | Нгассам Нана Фалемі              | 5 травня 1974     | Румунія              | 7        | 0        |
|              | Рибковський Павло Володимирович  | 12 липня 1989     | Україна              | 2        | 0        |
|              | Ряхн Тааві                       | 16 травня 1981    | Естонія              | 19       | 1        |
|              | Семиряк Іван Миколайович         | 17 квітня 1986    | Україна              | 1        | 0        |
|              | Степанов Андрій Володимирович    | 11 червня 1978    | Україна              | 9        | 1        |
|              | Тришович Александар              | 25 листопада 1983 | Сербія               | 3        | 0        |
|              | Хома Ярослав Богданович          | 17 лютого 1974    | Україна              | 8        | 0        |
|              | Чеботарі Борис                   | 3 лютого 1975     | Молдова              | 21       | 1        |
|              | Константін Шумахер               | 8 травня 1976     | Румунія              | 17       | 1        |
| Нападники    |                                  |                   |                      |          |          |
|              | Алозі Міхаель Чіді               | 16 жовтня 1986    | Нігерія              | 16       | 2        |
|              | Саша Митич                       | 7 грудня 1978     | Сербія               | 5        | 1        |
|              | Майдан Руслан Леонідович         | 25 вересня 1989   | Україна              | 1        | 0        |
|              | Пищур Олександр Віталійович      | 29 січня 1981     | Україна              | 17       | 1        |
|              | Сачко Василь Вікторович          | 3 травня 1975     | Україна              | 30       | 13       |
|              | Товкацький Василь Сергійович     | 14 січня 1983     | Україна              | 25       | 3        |

## «Ворскла» (Полтава)
Головний тренер: Віктор Носов
| №            | Футболіст                        | Дата народження  | Країна   | Ігри     | Голи     |
| Воротарі     | Воротарі                         | Воротарі         | Воротарі | Воротарі | Воротарі |
| ------------ | -------------------------------- | ---------------- | -------- | -------- | -------- |
|              | Долганський Сергій Миколайович   | 15 вересня 1974  | Україна  | 19       | 24п      |
|              | Пятов Андрій Валерійович         | 28 червня 1984   | Україна  | 11       | 10п      |
| Захисники    |                                  |                  |          |          |          |
|              | Даллку Арменд                    | 16 червня 1983   | Албанія  | 25       | 0        |
|              | Джурічіч Саша                    | 1 серпня 1979    | Хорватія | 24       | 1        |
|              | Олефір Володимир Андрійович      | 26 лютого 1980   | Україна  | 4        | 0        |
|              | Радевич Сергій Анатолійович      | 4 січня 1984     | Україна  | 5        | 0        |
|              | Стоян Денис Анатолійович         | 24 серпня 1981   | Україна  | 25       | 0        |
|              | Цуррі Дебатік                    | 28 грудня 1983   | Албанія  | 28       | 3        |
|              | Чижов Олександр Олександрович    | 10 серпня 1986   | Україна  | 10       | 1        |
|              | Ярмаш Григорій Петрович          | 4 січня 1985     | Україна  | 24       | 0        |
| Півзахисники |                                  |                  |          |          |          |
|              | Єпуряну Сергей                   | 12 вересня 1976  | Молдова  | 28       | 6        |
|              | Главіна Деніс                    | 3 березня 1986   | Хорватія | 29       | 6        |
|              | Карпенко Максим Васильович       | 12 липня 1985    | Україна  | 8        | 0        |
|              | Ковалевський Антон Анатолійович  | 2 серпня 1984    | Україна  | 1        | 0        |
|              | Кравченко Сергій Сергійович      | 24 квітня 1983   | Україна  | 11       | 1        |
|              | Медведєв Геннадій Миколайович    | 7 лютого 1975    | Україна  | 26       | 1        |
|              | Мелліті Соф'єн                   | 18 серпня 1978   | Туніс    | 17       | 1        |
|              | Онищенко Денис Анатолійович      | 15 вересня 1978  | Україна  | 23       | 1        |
|              | Попов Володимир Васильович       | 24 жовтня 1981   | Україна  | 28       | 2        |
|              | Ребенок Павло Вікторович         | 23 липня 1985    | Україна  | 24       | 0        |
| Нападники    |                                  |                  |          |          |          |
|              | Бондаренко Михайло Ігорович      | 2 листопада 1986 | Україна  | 1        | 0        |
|              | Бровкін Дмитро Валерійович       | 11 травня 1984   | Україна  | 29       | 2        |
|              | Лікіою Каталін Сергіу            | 20 січня 1981    | Румунія  | 11       | 2        |
|              | Подробаха Анатолій Олександрович | 6 грудня 1982    | Україна  | 1        | 0        |
|              | Швець Ігор Богданович            | 14 березня 1985  | Україна  | 1        | 0        |

## «Динамо» (Київ)
Головні тренери: Леонід Буряк (5 матчів), Анатолій Дем'яненко (26 матчів)
| №            | Футболіст                           | Дата народження  | Країна     | Ігри     | Голи     |
| Воротарі     | Воротарі                            | Воротарі         | Воротарі   | Воротарі | Воротарі |
| ------------ | ----------------------------------- | ---------------- | ---------- | -------- | -------- |
|              | Луценко Тарас Володимирович         | 1 лютого 1974    | Україна    | 1        | 1п       |
|              | Рибка Олександр Євгенійович         | 10 квітня 1987   | Україна    | 6        | 4п       |
|              | Шовковський Олександр Володимирович | 2 січня 1975     | Україна    | 24       | 17п      |
| Захисники    |                                     |                  |            |          |          |
|              | Єщенко Андрій Олегович              | 9 лютого 1984    | Росія      | 10       | 1        |
|              | Ващук Владислав Вікторович          | 2 січня 1975     | Україна    | 24       | 1        |
|              | Ель Каддурі Бадр                    | 31 січня 1981    | Марокко    | 16       | 0        |
|              | Марковіч Мар'ян                     | 28 вересня 1981  | Сербія     | 1        | 0        |
|              | Несмачний Андрій Миколайович        | 28 лютого 1979   | Україна    | 19       | 0        |
|              | Дантас Біспо Родольфо               | 23 жовтня 1982   | Бразилія   | 25       | 3        |
|              | Да Коста Родріго Балдассо           | 27 серпня 1980   | Бразилія   | 7        | 0        |
|              | Сабліч Горан                        | 4 серпня 1979    | Хорватія   | 3        | 0        |
|              | Федоров Сергій Владиславович        | 18 лютого 1975   | Україна    | 21       | 0        |
| Півзахисники |                                     |                  |            |          |          |
|              | Алієв Олександр Олександрович       | 3 лютого 1985    | Україна    | 5        | 1        |
|              | Бялькевіч Валянцін Мікалаєвіч       | 27 січня 1973    | Білорусь   | 25       | 3        |
|              | Гіоане Тіберіу                      | 18 червня 1981   | Румунія    | 2        | 0        |
|              | Гавранчіч Горан                     | 2 серпня 1978    | Сербія     | 15       | 4        |
|              | Гусєв Олег Анатолійович             | 25 квітня 1983   | Україна    | 24       | 4        |
|              | Пачеко да Фонтура Діого Аугусто     | 18 квітня 1980   | Бразилія   | 23       | 10       |
|              | Леко Єрко                           | 9 квітня 1980    | Хорватія   | 6        | 0        |
|              | Михалик Тарас Володимирович         | 28 жовтня 1983   | Україна    | 5        | 0        |
|              | Нінковіч Мілош                      | 25 грудня 1984   | Сербія     | 3        | 0        |
|              | Пеєв Георгі Іванов                  | 11 березня 1979  | Болгарія   | 4        | 1        |
|              | Ребров Сергій Станіславович         | 3 червня 1974    | Україна    | 27       | 13       |
|              | Ротань Руслан Петрович              | 29 жовтня 1981   | Україна    | 28       | 4        |
|              | Чернат Флорін Лучіан                | 10 травня 1980   | Румунія    | 13       | 1        |
|              | Чеснауськийс Едгарас                | 5 лютого 1984    | Литва      | 3        | 0        |
|              | Юссуф Атанда Аїла                   | 4 листопада 1984 | Нігерія    | 14       | 3        |
| Нападники    |                                     |                  |            |          |          |
|              | Верпаковськийс Маріс                | 15 жовтня 1979   | Латвія     | 9        | 1        |
|              | Де Соуза Фрейтас Клебер Джакомасе   | 12 серпня 1983   | Бразилія   | 23       | 11       |
|              | Марцваладзе Отар                    | 14 липня 1984    | Грузія     | 4        | 0        |
|              | Мілевський Артем Володимирович      | 12 січня 1985    | Україна    | 16       | 3        |
|              | Шацьких Максим Олександрович        | 30 серпня 1978   | Узбекистан | 22       | 5        |

## «Дніпро» (Дніпропетровськ)
Головні тренери: Євген Кучеревський (12 матчів), Вадим Тищенко (7 матчів), Олег Протасов (11 матчів)
| №            | Футболіст                       | Дата народження   | Країна   | Ігри     | Голи     |
| Воротарі     | Воротарі                        | Воротарі          | Воротарі | Воротарі | Воротарі |
| ------------ | ------------------------------- | ----------------- | -------- | -------- | -------- |
|              | Кернозенко Вячеслав Сергійович  | 4 червня 1976     | Україна  | 17       | 10п      |
|              | Куслій Артем Володимирович      | 7 липня 1981      | Україна  | 12       | 12п      |
|              | Медін Микола Олександрович      | 4 травня 1972     | Україна  | 1        | 1п       |
| Захисники    |                                 |                   |          |          |          |
|              | Єзерський Володимир Іванович    | 15 листопада 1976 | Україна  | 17       | 0        |
|              | Грицай Олександр Анатолійович   | 30 вересня 1977   | Україна  | 25       | 0        |
|              | Матюхін Сергій Володимирович    | 21 березня 1980   | Україна  | 4        | 0        |
|              | Радченко Олександр Борисович    | 19 липня 1976     | Україна  | 26       | 1        |
|              | Русол Андрій Анатолійович       | 16 січня 1983     | Україна  | 30       | 3        |
|              | Сердюк Вячеслав Олександрович   | 28 січня 1985     | Україна  | 7        | 0        |
|              | Шершун Богдан Миколайович       | 14 травня 1981    | Україна  | 23       | 1        |
| Півзахисники |                                 |                   |          |          |          |
|              | Андрієнко Денис Андрійович      | 12 квітня 1980    | Україна  | 11       | 0        |
|              | Бідненко Руслан Михайлович      | 20 липня 1981     | Україна  | 3        | 0        |
|              | Костишин Руслан Володимирович   | 8 січня 1977      | Україна  | 20       | 1        |
|              | Кравченко Костянтин Сергійович  | 24 вересня 1986   | Україна  | 23       | 3        |
|              | Лисицький Віталій Сергійович    | 16 квітня 1982    | Україна  | 12       | 0        |
|              | Михайленко Дмитро Станіславович | 13 липня 1973     | Україна  | 12       | 1        |
|              | Мотуз Сергій Сергійович         | 6 липня 1982      | Україна  | 4        | 0        |
|              | Назаренко Сергій Юрійович       | 16 лютого 1980    | Україна  | 28       | 4        |
|              | Пеєв Георгі Іванов              | 11 березня 1979   | Болгарія | 10       | 0        |
|              | Рикун Олександр Валерійович     | 6 травня 1978     | Україна  | 11       | 0        |
|              | Семочко Дмитро Дмитрович        | 25 січня 1979     | Україна  | 16       | 1        |
|              | Шелаєв Олег Миколайович         | 5 листопада 1976  | Україна  | 26       | 3        |
| Нападники    |                                 |                   |          |          |          |
|              | Балабанов Костянтин Олексійович | 13 серпня 1982    | Україна  | 18       | 3        |
|              | Карнілєнка Сяргєй Аляксандравіч | 14 червня 1983    | Білорусь | 27       | 5        |
|              | Котенко Іван Петрович           | 28 квітня 1985    | Україна  | 14       | 1        |
|              | Мелащенко Олександр Петрович    | 13 грудня 1978    | Україна  | 20       | 4        |

## «Закарпаття» (Ужгород)
Головні тренери: Віктор Ряшко (6 матчів), Володимир Васютик (1 матч), Петро Кушлик (23 матчі)
| №            | Футболіст                          | Дата народження   | Країна               | Ігри     | Голи     |
| Воротарі     | Воротарі                           | Воротарі          | Воротарі             | Воротарі | Воротарі |
| ------------ | ---------------------------------- | ----------------- | -------------------- | -------- | -------- |
|              | Бабенко Дмитро Олегович            | 28 червня 1978    | Україна              | 7        | 12п      |
|              | Величко Сергій Миколайович         | 9 серпня 1976     | Україна              | 2        | 5п       |
|              | Марущак Мар'ян Осипович            | 10 травня 1979    | Україна              | 1        | 2п       |
|              | Надь Олександр Арпадович           | 2 вересня 1985    | Україна              | 2        | 5п       |
|              | Овсієнко Володимир Володимирович   | 30 жовтня 1978    | Україна              | 9        | 17п      |
|              | Худжамов Рустам Махмудкулович      | 5 жовтня 1982     | Україна              | 10       | 12п      |
| Захисники    |                                    |                   |                      |          |          |
|              | Ільницький Тарас Іванович          | 4 березня 1983    | Україна              | 24       | 0        |
|              | Антонюк Олександр Андрійович       | 29 січня 1979     | Україна              | 19       | 0        |
|              | Гурка Михайло Петрович             | 21 листопада 1975 | Україна              | 27       | 0        |
|              | Кіцута Анатолій Вікторович         | 22 грудня 1985    | Україна              | 11       | 0        |
|              | Лозінський Євгеній Петрович        | 7 лютого 1982     | Україна              | 14       | 0        |
|              | Савінов Олексій                    | 19 квітня 1979    | Молдова              | 18       | 0        |
|              | Сапуга Андрій Михайлович           | 4 жовтня 1976     | Україна              | 12       | 0        |
|              | Селезньов Сергій Анатолійович      | 17 лютого 1975    | Україна              | 10       | 1        |
|              | Чучман Ігор Романович              | 15 лютого 1985    | Україна              | 23       | 1        |
| Півзахисники |                                    |                   |                      |          |          |
|              | Євланов Артем Володимирович        | 18 червня 1984    | Україна              | 2        | 0        |
|              | Голайдо Денис Олександрович        | 3 червня 1984     | Україна              | 24       | 0        |
|              | Домбрайе Едді Лорд                 | 11 листопада 1979 | Нігерія              | 14       | 1        |
|              | Дуднік Юрій Володимирович          | 26 вересня 1968   | Україна              | 9        | 0        |
|              | Заяць Вадим Григорович             | 1 червня 1974     | Україна              | 8        | 0        |
|              | Йоксімовіч Ігор                    | 16 серпня 1980    | Сербія та Чорногорія | 4        | 0        |
|              | Кобін Василь Васильович            | 24 травня 1985    | Україна              | 20       | 0        |
|              | Кополовець Михайло Михайлович      | 29 січня 1984     | Україна              | 10       | 0        |
|              | Кравченко Володимир Олександрович  | 24 лютого 1981    | Україна              | 7        | 0        |
|              | Маліцький Олександр Вікторович     | 31 травня 1978    | Україна              | 10       | 1        |
|              | Микуляк Владислав Степанович       | 30 серпня 1984    | Україна              | 14       | 1        |
|              | Михалик Тарас Володимирович        | 28 жовтня 1983    | Україна              | 18       | 3        |
|              | Рожок Сергій Володимирович         | 25 квітня 1985    | Україна              | 10       | 0        |
|              | Смірнов Денис Анатолійович         | 18 червня 1975    | Україна              | 17       | 2        |
| Нападники    |                                    |                   |                      |          |          |
|              | Бурий Олександр Васильович         | 16 червня 1983    | Україна              | 9        | 0        |
|              | Гребеножко Олександр Олександрович | 4 листопада 1976  | Україна              | 2        | 0        |
|              | Камінський Василь Васильович       | 9 лютого 1985     | Україна              | 2        | 0        |
|              | Коваль Андрій Анатолійович         | 6 грудня 1983     | Україна              | 6        | 2        |
|              | Піхур Олександр Віталійович        | 25 серпня 1982    | Україна              | 17       | 3        |
|              | Пищур Олександр Віталійович        | 29 січня 1981     | Україна              | 6        | 0        |
|              | Продан Ігор Вячеславович           | 29 лютого 1976    | Україна              | 10       | 2        |
|              | Рижих Сергій Володимирович         | 12 вересня 1979   | Україна              | 10       | 2        |
|              | Терещенко Вячеслав Володимирович   | 16 січня 1977     | Україна              | 3        | 0        |

## «Іллічівець» (Маріуполь)
Головний тренер: Іван Балан
| №            | Футболіст                       | Дата народження   | Країна   | Ігри     | Голи     |
| Воротарі     | Воротарі                        | Воротарі          | Воротарі | Воротарі | Воротарі |
| ------------ | ------------------------------- | ----------------- | -------- | -------- | -------- |
|              | Нікітін Андрій Дмитрович        | 8 січня 1972      | Україна  | 13       | 7п       |
|              | Шуховцев Ігор Вікторович        | 13 липня 1971     | Україна  | 20       | 27п      |
| Захисники    |                                 |                   |          |          |          |
|              | Бойко Андрій Борисович          | 27 квітня 1981    | Україна  | 7        | 0        |
|              | Бояринцев Леонід Андрійович     | 18 вересня 1982   | Україна  | 19       | 0        |
|              | Краснопьоров Олег Володимирович | 25 липня 1980     | Україна  | 29       | 0        |
|              | Кулаков Денис Єрмилович         | 1 травня 1986     | Україна  | 6        | 0        |
|              | Лащенков Сергій Миколайович     | 24 березня 1980   | Молдова  | 7        | 1        |
|              | Мальцев Олександр Володимирович | 30 жовтня 1975    | Україна  | 24       | 0        |
|              | Яксманицький Володимир Іванович | 4 лютого 1977     | Україна  | 23       | 1        |
| Півзахисники |                                 |                   |          |          |          |
|              | Єсін Дмитро Олександрович       | 15 квітня 1980    | Україна  | 26       | 0        |
|              | Антоненко Олександр Сергійович  | 29 грудня 1978    | Україна  | 2        | 0        |
|              | Гібалюк Микола Миколайович      | 21 травня 1984    | Україна  | 14       | 0        |
|              | Гай Олексій Анатолійович        | 6 листопада 1982  | Україна  | 29       | 8        |
|              | Закарлюка Сергій Володимирович  | 17 серпня 1976    | Україна  | 1        | 0        |
|              | Конюшенко Андрій Вікторович     | 2 квітня 1977     | Україна  | 28       | 6        |
|              | Мазуренко Олег Миколайович      | 8 листопада 1977  | Україна  | 20       | 1        |
|              | Папуш Олександр Сергійович      | 14 січня 1985     | Україна  | 1        | 0        |
|              | Платонов Валентин Вікторович    | 15 січня 1977     | Україна  | 16       | 2        |
|              | Пуканич Адріан Миколайович      | 22 червня 1983    | Україна  | 17       | 0        |
|              | Цихмейструк Едуард Миколайович  | 24 червня 1973    | Україна  | 28       | 2        |
| Нападники    |                                 |                   |          |          |          |
|              | Бабич Костянтин Миколайович     | 6 травня 1975     | Україна  | 7        | 0        |
|              | Грибанов Сергій Олегович        | 17 листопада 1981 | Україна  | 13       | 2        |
|              | Кривошеєнко Іван Васильович     | 11 травня 1984    | Україна  | 27       | 4        |
|              | Левига Руслан Іванович          | 31 січня 1983     | Україна  | 23       | 3        |
|              | Півненко Сергій Сергійович      | 19 жовтня 1984    | Україна  | 5        | 0        |

## «Кривбас» (Кривий Ріг)
Головний тренер: Олександр Косевич
| №            | Футболіст                           | Дата народження   | Країна   | Ігри     | Голи     |
| Воротарі     | Воротарі                            | Воротарі          | Воротарі | Воротарі | Воротарі |
| ------------ | ----------------------------------- | ----------------- | -------- | -------- | -------- |
|              | Близнюк Ілля Владіславович          | 28 липня 1973     | Україна  | 6        | 7п       |
|              | Кураєв Андрій Вадимович             | 19 грудня 1972    | Україна  | 1        | 2п       |
|              | Старцев Максим Олександрович        | 20 січня 1980     | Україна  | 24       | 26п      |
| Захисники    |                                     |                   |          |          |          |
|              | Алегбе Тоні                         | 10 жовтня 1981    | Нігерія  | 23       | 1        |
|              | Бойко Андрій Борисович              | 27 квітня 1981    | Україна  | 4        | 0        |
|              | Дмитрієв Сергій Олександрович       | 3 листопада 1978  | Україна  | 3        | 0        |
|              | Давгулевец Павел Аляксандравіч      | 26 грудня 1977    | Білорусь | 10       | 0        |
|              | Кірильчик Павел Васільєвіч          | 4 січня 1981      | Білорусь | 2        | 0        |
|              | Корабльовс Ігорс                    | 23 листопада 1974 | Латвія   | 18       | 0        |
|              | Котелюх Олег Дмитрович              | 19 червня 1979    | Україна  | 26       | 0        |
|              | Нівінський Вячеслав Миколайович     | 31 березня 1974   | Україна  | 19       | 0        |
|              | Поклонський Олександр Володимирович | 22 січня 1975     | Україна  | 5        | 0        |
|              | Старостяк Михайло Володимирович     | 13 жовтня 1973    | Україна  | 8        | 0        |
|              | Шевелюхін Олександр Анатолійович    | 27 серпня 1982    | Україна  | 4        | 1        |
| Півзахисники |                                     |                   |          |          |          |
|              | Адієв Магомед Мусаєвіч              | 30 червня 1977    | Росія    | 17       | 1        |
|              | Грошев Юрій Валерійович             | 16 травня 1976    | Україна  | 18       | 0        |
|              | Дун'їч Дарко                        | 8 лютого 1981     | Сербія   | 19       | 1        |
|              | Згура Сергій Олександрович          | 3 листопада 1977  | Україна  | 10       | 0        |
|              | Кашевський Мікалай Мікалаєвіч       | 5 жовтня 1980     | Білорусь | 28       | 3        |
|              | Колчін Денис Борисович              | 13 жовтня 1977    | Україна  | 11       | 0        |
|              | Кучеренко Іван Васильович           | 6 січня 1987      | Україна  | 1        | 0        |
|              | Любеновіч Желько                    | 9 липня 1981      | Сербія   | 9        | 0        |
|              | Нікіценка Сяргєй Віктаравіч         | 19 серпня 1978    | Білорусь | 10       | 0        |
|              | Панфьоров Андрій Вікторович         | 2 листопада 1980  | Росія    | 6        | 2        |
|              | Рамазанов Мурад Сергійович          | 10 березня 1979   | Росія    | 6        | 0        |
|              | Тришович Александар                 | 25 листопада 1983 | Сербія   | 23       | 1        |
|              | Щеглов Сергій Євгенович             | 26 листопада 1976 | Україна  | 22       | 0        |
| Нападники    |                                     |                   |          |          |          |
|              | Іващенко Олександр Володимирович    | 19 лютого 1985    | Україна  | 8        | 1        |
|              | Гігіадзе Васіл                      | 3 червня 1977     | Грузія   | 29       | 9        |
|              | Кабанов Тарас Володимирович         | 23 січня 1981     | Україна  | 23       | 3        |
|              | Поповічі Александру                 | 9 квітня 1977     | Молдова  | 22       | 3        |

## «Металіст» (Харків)
Головний тренер: Мирон Маркевич
| №            | Футболіст                      | Дата народження   | Країна               | Ігри     | Голи     |
| Воротарі     | Воротарі                       | Воротарі          | Воротарі             | Воротарі | Воротарі |
| ------------ | ------------------------------ | ----------------- | -------------------- | -------- | -------- |
|              | Горяінов Олександр Сергійович  | 29 червня 1975    | Україна              | 23       | 29п      |
|              | Гуменюк Олександр Анатолійович | 6 жовтня 1976     | Україна              | 7        | 11п      |
|              | Остапенко Олег Володимирович   | 27 жовтня 1977    | Україна              | 1        | 2п       |
| Захисники    |                                |                   |                      |          |          |
|              | Бабич Олександр Олександрович  | 15 лютого 1979    | Україна              | 23       | 1        |
|              | Бордіян Віталі                 | 11 серпня 1984    | Молдова              | 29       | 2        |
|              | Варламов Євген Володимирович   | 25 липня 1975     | Росія                | 8        | 1        |
|              | Ганчаржик Северин Даніель      | 22 листопада 1981 | Польща               | 9        | 1        |
|              | Глушок Олег Анатолійович       | 30 січня 1980     | Україна              | 13       | 0        |
|              | Кривошеєв Олексій Анатолійович | 22 лютого 1984    | Україна              | 5        | 0        |
|              | Кучер Олександр Миколайович    | 22 жовтня 1982    | Україна              | 23       | 2        |
|              | Ханас Андрій Петрович          | 26 липня 1984     | Україна              | 1        | 0        |
|              | Хомин Андрій Михайлович        | 2 січня 1982      | Україна              | 14       | 0        |
| Півзахисники |                                |                   |                      |          |          |
|              | Алвес Маркос Пауло             | 11 травня 1977    | Бразилія             | 1        | 0        |
|              | Валяєв Сергій Валентинович     | 16 вересня 1978   | Україна              | 18       | 3        |
|              | Гончар Олександр Борисович     | 25 лютого 1980    | Україна              | 10       | 0        |
|              | Данілав Аляксандр Анатольєвіч  | 10 вересня 1980   | Білорусь             | 29       | 1        |
|              | Да Сільва Бразейро Жадер       | 21 лютого 1984    | Бразилія             | 6        | 0        |
|              | Костюк Сергій Володимирович    | 5 березня 1986    | Україна              | 4        | 0        |
|              | Кузняцов Сяргей Вячаслававіч   | 3 листопада 1979  | Білорусь             | 21       | 2        |
|              | Мельник Віктор Володимирович   | 11 серпня 1980    | Україна              | 7        | 0        |
|              | Олійник Олексій Степанович     | 14 листопада 1977 | Україна              | 10       | 1        |
|              | Слюсар Валентин Васильович     | 15 вересня 1977   | Україна              | 26       | 3        |
|              | Спєвак Андрій Олександрович    | 4 січня 1976      | Україна              | 4        | 0        |
|              | Ярош Руслан Леонідович         | 31 серпня 1979    | Україна              | 30       | 4        |
|              | Ярошенко Костянтин Юрійович    | 12 вересня 1986   | Україна              | 13       | 0        |
| Нападники    |                                |                   |                      |          |          |
|              | Діденко Анатолій Олександрович | 9 червня 1982     | Україна              | 7        | 0        |
|              | Давидов Сергій Вікторович      | 16 грудня 1984    | Україна              | 4        | 0        |
|              | Джакобія Лаша                  | 20 серпня 1980    | Грузія               | 23       | 6        |
|              | Мрдаковіч Мілян                | 6 травня 1982     | Сербія та Чорногорія | 25       | 7        |
|              | Оганян Карен Геннадьєвіч       | 25 червня 1982    | Росія                | 4        | 0        |
|              | Петров Юрій Анатолійович       | 18 липня 1974     | Україна              | 12       | 0        |
|              | Фомін Руслан Миколайович       | 2 березня 1986    | Україна              | 9        | 1        |

## «Металург» (Донецьк)
Головні тренери: Олександр Севідов (21 матч), Степан Матвіїв (9 матчів)
| №            | Футболіст                        | Дата народження  | Країна             | Ігри     | Голи     |
| Воротарі     | Воротарі                         | Воротарі         | Воротарі           | Воротарі | Воротарі |
| ------------ | -------------------------------- | ---------------- | ------------------ | -------- | -------- |
|              | Вірт Юрій Миколайович            | 4 травня 1974    | Україна            | 14       | 10п      |
|              | Воробйов Дмитро Олександрович    | 27 серпня 1977   | Україна            | 6        | 12п      |
|              | Дішлєнковіч Владімір             | 2 липня 1981     | Сербія             | 12       | 13п      |
| Захисники    |                                  |                  |                    |          |          |
|              | Бечірі Елвін                     | 27 вересня 1980  | Албанія            | 4        | 0        |
|              | Бусаіді Аніс                     | 10 квітня 1981   | Туніс              | 20       | 1        |
|              | Грнчаров Бобан                   | 12 серпня 1982   | Північна Македонія | 7        | 0        |
|              | Грубеліч Марко                   | 23 вересня 1980  | Сербія             | 8        | 0        |
|              | Гюзелов Ігор                     | 2 квітня 1976    | Північна Македонія | 10       | 1        |
|              | Еїмофе Джозеф                    | 22 вересня 1984  | Нігерія            | 2        | 0        |
|              | Не Арсен                         | 4 січня 1981     | Кот-д'Івуар        | 11       | 0        |
|              | Окуново Гбенга Самуель           | 1 березня 1979   | Нігерія            | 2        | 0        |
|              | Підгайний Артем Ігорович         | 16 липня 1984    | Україна            | 1        | 0        |
|              | Флоря Даніель                    | 18 грудня 1975   | Румунія            | 13       | 0        |
|              | Чечер Вячеслав Леонідович        | 15 грудня 1980   | Україна            | 29       | 4        |
| Півзахисники |                                  |                  |                    |          |          |
|              | Акопян Армен Антонович           | 15 січня 1980    | Україна            | 8        | 0        |
|              | Аліуце Маріан                    | 4 лютого 1978    | Румунія            | 23       | 2        |
|              | Гомес Гарсія Рубен Марсело       | 26 січня 1984    | Аргентина          | 7        | 0        |
|              | Жулєвіч Івіца                    | 24 травня 1980   | Хорватія           | 1        | 0        |
|              | Закарлюка Сергій Володимирович   | 17 серпня 1976   | Україна            | 22       | 2        |
|              | Зотов Олександр Сергійович       | 23 лютого 1975   | Україна            | 17       | 1        |
|              | Міту Дан Маріус                  | 10 вересня 1976  | Румунія            | 4        | 0        |
|              | Мелікян Єгіше Мєлікович          | 13 серпня 1979   | Вірменія           | 21       | 0        |
|              | Олексієнко Олександр Миколайович | 13 травня 1979   | Україна            | 11       | 1        |
|              | Оджобо Очуко                     | 1 квітня 1985    | Нігерія            | 1        | 0        |
|              | Полянський Олексій Володимирович | 12 квітня 1986   | Україна            | 20       | 1        |
|              | Рістіч Братіслав                 | 21 січня 1980    | Сербія             | 25       | 1        |
|              | Скарлош Андрій Володимирович     | 25 червня 1987   | Україна            | 1        | 0        |
|              | Ткаченко Сергій Вікторович       | 10 лютого 1979   | Україна            | 28       | 0        |
|              | Цкітішвілі Леван                 | 10 січня 1976    | Грузія             | 3        | 0        |
|              | Шищенко Сергій Юрійович          | 13 січня 1976    | Україна            | 19       | 8        |
| Нападники    |                                  |                  |                    |          |          |
|              | Акобян Ара                       | 4 листопада 1980 | Вірменія           | 8        | 0        |
|              | Бабангіда Аруна                  | 1 жовтня 1982    | Нігерія            | 2        | 0        |
|              | Деметрадзе Георге                | 26 вересня 1976  | Грузія             | 3        | 2        |
|              | Зезе Венанс                      | 17 червня 1981   | Кот-д'Івуар        | 3        | 1        |
|              | Косирін Олександр Михайлович     | 18 червня 1977   | Україна            | 20       | 6        |
|              | Мельник Вадим Васильович         | 16 травня 1980   | Україна            | 13       | 1        |
|              | Прийомов Володимир Володимирович | 2 січня 1986     | Україна            | 13       | 1        |

## «Металург» (Запоріжжя)
Головні тренери: Валерій Яремченко (3 матчі), Анатолій Чанцев (6 матчів), В'ячеслав Грозний (21 матч)
| №            | Футболіст                        | Дата народження   | Країна               | Ігри     | Голи     |
| Воротарі     | Воротарі                         | Воротарі          | Воротарі             | Воротарі | Воротарі |
| ------------ | -------------------------------- | ----------------- | -------------------- | -------- | -------- |
|              | Воробйов Дмитро Олександрович    | 27 серпня 1977    | Україна              | 1        | 2п       |
|              | Глущенко Андрій Олександрович    | 18 березня 1974   | Україна              | 16       | 21п      |
|              | Постранський Віталій Михайлович  | 2 серпня 1977     | Україна              | 2        | 1п       |
|              | Тлумак Андрій Богданович         | 7 березня 1979    | Україна              | 10       | 13п      |
|              | Хрієнко Юрій Володимирович       | 8 листопада 1976  | Україна              | 1        | 3п       |
| Захисники    |                                  |                   |                      |          |          |
|              | Бошняк Споменко                  | 18 липня 1973     | Хорватія             | 2        | 0        |
|              | Вишняк Ярослав Васильович        | 22 липня 1982     | Україна              | 5        | 0        |
|              | Карамушка Олег Олександрович     | 30 квітня 1984    | Україна              | 7        | 0        |
|              | Квірквелія Дато                  | 27 червня 1980    | Грузія               | 10       | 0        |
|              | Лозінський Євгеній Петрович      | 7 лютого 1982     | Україна              | 7        | 0        |
|              | Мітреський Ігор                  | 19 лютого 1979    | Північна Македонія   | 12       | 0        |
|              | Невмивака Дмитро Васильович      | 19 березня 1984   | Україна              | 10       | 0        |
|              | Османі Тефік                     | 8 червня 1985     | Албанія              | 5        | 0        |
|              | Попов Сергій Олександрович       | 22 квітня 1971    | Україна              | 11       | 0        |
|              | Ранковіч Любіша                  | 10 грудня 1973    | Сербія та Чорногорія | 5        | 0        |
|              | Томовський Александар Томаш      | 2 вересня 1978    | Болгарія             | 3        | 0        |
|              | Челядзінський Арцьом Віктаравіч  | 29 грудня 1977    | Білорусь             | 16       | 0        |
|              | Чигринський Дмитро Анатолійович  | 7 листопада 1986  | Україна              | 15       | 2        |
|              | Штанюк Сяргєй Петрович           | 13 серпня 1973    | Білорусь             | 10       | 0        |
| Півзахисники |                                  |                   |                      |          |          |
|              | Акопян Армен Антонович           | 15 січня 1980     | Україна              | 16       | 1        |
|              | Алієв Олександр Олександрович    | 3 лютого 1985     | Україна              | 8        | 1        |
|              | Аржанов Володимир Олександрович  | 29 листопада 1985 | Україна              | 5        | 1        |
|              | Бредун Євген Дмитрович           | 10 вересня 1982   | Україна              | 16       | 1        |
|              | Годін Олексій Вячеславович       | 2 лютого 1983     | Україна              | 3        | 0        |
|              | Демченко Андрій Анатолійович     | 20 серпня 1976    | Україна              | 11       | 1        |
|              | Карицька Владзімір Міхайлавіч    | 6 липня 1979      | Білорусь             | 8        | 3        |
|              | Коваленко Дмитро Геннадійович    | 28 серпня 1977    | Україна              | 2        | 0        |
|              | Кривенцов Валерій Сергійович     | 31 липня 1973     | Україна              | 2        | 1        |
|              | Кутарба Герман Васильович        | 10 вересня 1978   | Росія                | 14       | 5        |
|              | Лучкевич Ігор Валерійович        | 19 листопада 1973 | Україна              | 11       | 0        |
|              | Любарський Руслан Миколайович    | 29 вересня 1973   | Україна              | 25       | 2        |
|              | Масев Данчо                      | 16 грудня 1983    | Північна Македонія   | 3        | 0        |
|              | Нагорняк Сергій Миколайович      | 5 вересня 1971    | Україна              | 24       | 3        |
|              | Польовий Володимир Олександрович | 28 липня 1985     | Україна              | 12       | 0        |
|              | Сілюк Сергій Володимирович       | 5 червня 1985     | Україна              | 10       | 0        |
|              | Тасевський Дарко                 | 20 травня 1984    | Північна Македонія   | 18       | 1        |
|              | Трусевич Максим Павлович         | 1 серпня 1985     | Україна              | 4        | 0        |
|              | Шкембі Бледі                     | 13 серпня 1979    | Албанія              | 8        | 0        |
| Нападники    |                                  |                   |                      |          |          |
|              | Анджелковіч Міодраг              | 7 грудня 1977     | Сербія та Чорногорія | 10       | 2        |
|              | Арістархов Максим Юрійович       | 9 березня 1980    | Росія                | 16       | 2        |
|              | Каракевич Роман Васильович       | 13 листопада 1981 | Україна              | 5        | 0        |
|              | Кругляк Андрій Олександрович     | 22 квітня 1986    | Україна              | 1        | 0        |
|              | Модебадзе Іраклі Іузайович       | 4 жовтня 1984     | Грузія               | 13       | 2        |
|              | Морозов Сергій Олександрович     | 3 січня 1986      | Україна              | 1        | 0        |
|              | Селак Мірко                      | 30 січня 1978     | Хорватія             | 11       | 3        |
|              | Шищенко Сергій Юрійович          | 13 січня 1976     | Україна              | 8        | 1        |

## «Сталь» (Алчевськ)
Головний тренер: Анатолій Волобуєв
| №            | Футболіст                         | Дата народження   | Країна           | Ігри     | Голи     |
| Воротарі     | Воротарі                          | Воротарі          | Воротарі         | Воротарі | Воротарі |
| ------------ | --------------------------------- | ----------------- | ---------------- | -------- | -------- |
|              | Комарицький Андрій Андрійович     | 2 лютого 1982     | Україна          | 30       | 39п      |
| Захисники    |                                   |                   |                  |          |          |
|              | Гаврюшов Андрій Валерійович       | 24 вересня 1977   | Україна          | 29       | 0        |
|              | Кіріце Даніель                    | 24 березня 1974   | Румунія          | 22       | 0        |
|              | Кондаков Юрій Миколайович         | 5 лютого 1975     | Україна          | 5        | 0        |
|              | Міря Флорінел Крісті              | 13 липня 1974     | Румунія          | 1        | 0        |
|              | Половков Олександр Іванович       | 4 жовтня 1979     | Україна          | 27       | 0        |
|              | Стасовський Олександр Миколайович | 17 січня 1981     | Україна          | 4        | 0        |
|              | Храмцов Олексій Володимирович     | 8 листопада 1975  | Україна          | 16       | 1        |
|              | Шуга Іван Семенович               | 7 лютого 1977     | Україна          | 28       | 1        |
| Півзахисники |                                   |                   |                  |          |          |
|              | Єрмоленко Руслан Миколайович      | 18 жовтня 1983    | Україна          | 7        | 0        |
|              | Акименко Олександр Олександрович  | 5 вересня 1985    | Україна          | 4        | 0        |
|              | Артьомов Сергій Вікторович        | 18 листопада 1980 | Україна          | 1        | 0        |
|              | Бойко Дмитро В'ячеславович        | 30 вересня 1981   | Україна          | 2        | 0        |
|              | Гомес Гарсія Рубен Марсело        | 26 січня 1984     | Аргентина        | 18       | 1        |
|              | Горбушин Дмитро Андрійович        | 31 травня 1986    | Україна          | 14       | 0        |
|              | Данаєв Андрій Валерійович         | 1 вересня 1979    | Україна          | 7        | 1        |
|              | Зубов Геннадій Олександрович      | 12 вересня 1977   | Україна          | 5        | 0        |
|              | Касьянов Артем Андрійович         | 20 квітня 1983    | Україна          | 15       | 0        |
|              | Кондратюк Петро Петрович          | 21 квітня 1979    | Україна          | 21       | 0        |
|              | Окана-Стазі Бюрнель               | 10 липня 1983     | Республіка Конго | 27       | 3        |
|              | Пірву Флорін Крістіан             | 2 квітня 1975     | Румунія          | 23       | 0        |
|              | Саванчук Олександр Володимирович  | 9 жовтня 1982     | Україна          | 12       | 0        |
|              | Цімакурідзе Гіоргі                | 10 листопада 1983 | Грузія           | 29       | 2        |
| Нападники    |                                   |                   |                  |          |          |
|              | Акобян Ара                        | 4 листопада 1980  | Вірменія         | 19       | 10       |
|              | Мара Іоан Богдан                  | 29 вересня 1977   | Румунія          | 11       | 2        |
|              | Нестерук Андрій Петрович          | 1 серпня 1978     | Україна          | 6        | 2        |
|              | Сернецький Сергій Миколайович     | 30 серпня 1981    | Україна          | 23       | 3        |
|              | Третяк Сергій Вікторович          | 28 листопада 1984 | Україна          | 13       | 0        |

## «Таврія» (Сімферополь)
Головні тренери: Федорчук Олег Вікторович (19 матчів), Михайло Фоменко (11 матчів)
| №            | Футболіст                             | Дата народження   | Країна               | Ігри     | Голи     |
| Воротарі     | Воротарі                              | Воротарі          | Воротарі             | Воротарі | Воротарі |
| ------------ | ------------------------------------- | ----------------- | -------------------- | -------- | -------- |
|              | Деонас(Винокуров) Вадим Володимирович | 25 липня 1975     | Україна              | 6        | 11п      |
|              | Рева Віталій Григорович               | 19 листопада 1974 | Україна              | 13       | 12п      |
|              | Тодіч Саша                            | 26 березня 1974   | Сербія               | 11       | 8п       |
| Захисники    |                                       |                   |                      |          |          |
|              | Амісулашвілі Александер               | 20 серпня 1982    | Грузія               | 10       | 0        |
|              | Вейкутіс Аудрюс                       | 23 липня 1979     | Литва                | 10       | 0        |
|              | Головко Олександр Борисович           | 6 січня 1972      | Україна              | 17       | 0        |
|              | Дмитрулін Юрій Михайлович             | 10 лютого 1975    | Україна              | 12       | 0        |
|              | Літовченко Сергій Вікторович          | 30 січня 1979     | Україна              | 17       | 0        |
|              | Монахов Антон Олександрович           | 31 січня 1982     | Україна              | 12       | 0        |
|              | Омоко Оровіанор Гаррісон              | 12 грудня 1981    | Нігерія              | 11       | 0        |
|              | Поклонський Олександр Володимирович   | 22 січня 1975     | Україна              | 7        | 0        |
|              | Прохоров Федір Вікторович             | 24 квітня 1981    | Україна              | 3        | 0        |
|              | Снитко Сергій Миколайович             | 31 березня 1975   | Україна              | 11       | 0        |
|              | Ціліншек Саша                         | 28 січня 1982     | Сербія та Чорногорія | 1        | 0        |
|              | Чижевський Олександр Арсенійович      | 27 травня 1971    | Україна              | 20       | 0        |
| Півзахисники |                                       |                   |                      |          |          |
|              | Васіляускас Неріюс                    | 20 червня 1977    | Литва                | 11       | 3        |
|              | Годін Олексій Вячеславович            | 2 лютого 1983     | Україна              | 5        | 1        |
|              | Де Ласерда Апаресіда Едмар            | 16 червня 1980    | Бразилія             | 26       | 4        |
|              | Йокшас Андрюс                         | 12 січня 1979     | Литва                | 8        | 1        |
|              | Кармаліта Євген Олегович              | 12 квітня 1983    | Україна              | 6        | 0        |
|              | Козоріз Іван Миколайович              | 14 вересня 1979   | Україна              | 17       | 0        |
|              | Корнєв Андрій Володимирович           | 1 листопада 1978  | Україна              | 29       | 2        |
|              | Осіпов Олексій Рудольфович            | 2 листопада 1975  | Україна              | 2        | 0        |
|              | Пестряков Олег Ігорович               | 5 серпня 1974     | Україна              | 8        | 0        |
|              | Сібіряков Сергій Олександрович        | 1 січня 1982      | Україна              | 15       | 0        |
|              | Селезньов Юрій Олександрович          | 18 грудня 1975    | Україна              | 7        | 0        |
|              | Смалько Андрій Олексійович            | 22 січня 1981     | Україна              | 2        | 0        |
|              | Соляник Руслан Олексійович            | 8 серпня 1984     | Україна              | 3        | 0        |
|              | Старгородський Артем Сергійович       | 17 січня 1982     | Україна              | 16       | 0        |
| Нападники    |                                       |                   |                      |          |          |
|              | Вишневський Вячеслав Миколайович      | 16 квітня 1977    | Росія                | 10       | 3        |
|              | Гоменюк Володимир Михайлович          | 19 липня 1985     | Україна              | 17       | 2        |
|              | Грибанов Сергій Олегович              | 17 листопада 1981 | Україна              | 1        | 0        |
|              | Годой Алвеш Жуніор Луіс Антоніо       | 20 вересня 1978   | Бразилія             | 23       | 5        |
|              | Ковпак Олександр Олександрович        | 2 лютого 1983     | Україна              | 22       | 5        |
|              | Мельник Вадим Васильович              | 16 травня 1980    | Україна              | 10       | 1        |
|              | Нестерук Андрій Петрович              | 1 серпня 1978     | Україна              | 8        | 2        |
|              | Постолатьєв Володимир Володимирович   | 25 серпня 1979    | Україна              | 9        | 0        |

## ФК «Харків»
Головний тренер: Геннадій Литовченко
| №            | Футболіст                          | Дата народження   | Країна     | Ігри     | Голи     |
| Воротарі     | Воротарі                           | Воротарі          | Воротарі   | Воротарі | Воротарі |
| ------------ | ---------------------------------- | ----------------- | ---------- | -------- | -------- |
|              | Оникієнко Андрій Анатолійович      | 6 серпня 1980     | Україна    | 4        | 5п       |
|              | Стойко Дмитро Вікторович           | 3 лютого 1975     | Україна    | 19       | 25п      |
|              | Худжамов Рустам Махмудкулович      | 5 жовтня 1982     | Україна    | 7        | 6п       |
| Захисники    |                                    |                   |            |          |          |
|              | Березовчук Андрій Володимирович    | 16 квітня 1981    | Україна    | 29       | 1        |
|              | Ветренніков Сергій Юрійович        | 24 березня 1976   | Україна    | 13       | 0        |
|              | Гололобов Дмитро Вікторович        | 1 січня 1985      | Україна    | 5        | 0        |
|              | Грановський Олександр Анатолійович | 11 березня 1976   | Україна    | 18       | 0        |
|              | Комарницький Віталій Станіславович | 2 серпня 1981     | Україна    | 29       | 0        |
|              | Самборський Володимир Сергійович   | 29 серпня 1985    | Україна    | 4        | 1        |
|              | Яценко Олександр Іванович          | 24 лютого 1985    | Україна    | 27       | 1        |
| Півзахисники |                                    |                   |            |          |          |
|              | Ібрагімов Ельдар Саїдович          | 22 червня 1976    | Узбекистан | 21       | 3        |
|              | Баришев Віктор                     | 3 липня 1978      | Молдова    | 1        | 0        |
|              | Волошин Микола Миколайович         | 15 вересня 1977   | Україна    | 1        | 0        |
|              | Гунчак Руслан Іванович             | 9 серпня 1979     | Україна    | 19       | 1        |
|              | Зайчук Владислав Леонідович        | 15 листопада 1980 | Україна    | 2        | 0        |
|              | Максимов Олександр Олександрович   | 13 лютого 1985    | Україна    | 18       | 1        |
|              | Оберемко Андрій Олександрович      | 18 березня 1984   | Україна    | 27       | 0        |
|              | Опря Анатолій Олександрович        | 25 листопада 1977 | Україна    | 25       | 1        |
|              | Цигирлаш Ігор Іванович             | 24 лютого 1984    | Молдова    | 8        | 0        |
|              | Чеберячко Євгеній Олександрович    | 19 червня 1983    | Україна    | 23       | 1        |
|              | Шопін Ігор Вікторович              | 15 червня 1978    | Україна    | 27       | 3        |
| Нападники    |                                    |                   |            |          |          |
|              | Гладкий Олександр Миколайович      | 24 серпня 1987    | Україна    | 25       | 1        |
|              | Рібейро Андерсон Мендес            | 2 липня 1981      | Бразилія   | 22       | 7        |
|              | Целих Юрій Миколайович             | 18 квітня 1979    | Україна    | 22       | 5        |

## «Чорноморець» (Одеса)
Головний тренер: Семен Альтман
| №            | Футболіст                        | Дата народження   | Країна   | Ігри     | Голи     |
| Воротарі     | Воротарі                         | Воротарі          | Воротарі | Воротарі | Воротарі |
| ------------ | -------------------------------- | ----------------- | -------- | -------- | -------- |
|              | Альтман Геннадій Семенович       | 22 травня 1979    | Україна  | 8        | 10п      |
|              | Руденко Віталій Миколайович      | 26 січня 1981     | Україна  | 22       | 21п      |
| Захисники    |                                  |                   |          |          |          |
|              | Астровський Андрей Мікалаєвіч    | 13 вересня 1973   | Білорусь | 20       | 0        |
|              | Білозор Сергій Володимирович     | 15 липня 1979     | Україна  | 28       | 1        |
|              | Ващук Владислав Вікторович       | 2 січня 1975      | Україна  | 6        | 0        |
|              | Гришко Дмитро Сергійович         | 2 грудня 1985     | Україна  | 17       | 0        |
|              | Доценко Віктор Петрович          | 10 грудня 1975    | Україна  | 15       | 0        |
|              | Клименко Олександр Віталійович   | 11 лютого 1982    | Україна  | 7        | 0        |
|              | Мжаванадзе Кахабер Нодарович     | 2 жовтня 1978     | Грузія   | 10       | 0        |
|              | Остроушко Володимир Миколайович  | 8 січня 1979      | Україна  | 8        | 0        |
|              | Птачик Олег Іванович             | 14 листопада 1981 | Україна  | 4        | 0        |
|              | Симоненко Сергій Юрійович        | 12 червня 1981    | Україна  | 18       | 0        |
| Півзахисники |                                  |                   |          |          |          |
|              | Гілазєв Руслан Накіфович         | 7 січня 1977      | Україна  | 30       | 0        |
|              | Даниловський Сергій Юрійович     | 20 серпня 1981    | Україна  | 4        | 0        |
|              | Згура Олександр Олександрович    | 20 серпня 1985    | Україна  | 7        | 0        |
|              | Згура Сергій Олександрович       | 3 листопада 1977  | Україна  | 9        | 0        |
|              | Кірильчик Павел Васільєвіч       | 4 січня 1981      | Білорусь | 9        | 1        |
|              | Кірлік Андрій Яношевич           | 21 листопада 1974 | Україна  | 26       | 6        |
|              | Канделакі Ілля                   | 26 грудня 1981    | Грузія   | 22       | 0        |
|              | Лашанков Явгеній Іванавіч        | 2 січня 1979      | Білорусь | 13       | 3        |
|              | Луценко Євген Валентинович       | 10 листопада 1980 | Україна  | 21       | 1        |
|              | Луценко Роман Васильович         | 20 січня 1985     | Україна  | 1        | 0        |
|              | Полтавець Валентин Миколайович   | 18 квітня 1975    | Україна  | 28       | 4        |
|              | Яшкін Артем Олександрович        | 29 квітня 1975    | Україна  | 6        | 0        |
| Нападники    |                                  |                   |          |          |          |
|              | Бугайов Ігор Віталійович         | 26 червня 1984    | Молдова  | 11       | 2        |
|              | Косирін Олександр Михайлович     | 18 червня 1977    | Україна  | 7        | 7        |
|              | Мітерєв Юрій                     | 28 лютого 1975    | Молдова  | 21       | 6        |
|              | Нодь Жолт                        | 23 березня 1979   | Угорщина | 9        | 1        |
|              | Осіпов Сергій Олександрович      | 10 липня 1978     | Росія    | 10       | 1        |
|              | Терещенко Вячеслав Володимирович | 16 січня 1977     | Україна  | 15       | 1        |

## «Шахтар» (Донецьк)
Головний тренер: Мірча Луческу
| №            | Футболіст                       | Дата народження   | Країна    | Ігри     | Голи     |
| Воротарі     | Воротарі                        | Воротарі          | Воротарі  | Воротарі | Воротарі |
| ------------ | ------------------------------- | ----------------- | --------- | -------- | -------- |
|              | Лаштувка Ян                     | 7 липня 1982      | Чехія     | 13       | 6п       |
|              | Шуст Богдан Романович           | 4 березня 1986    | Україна   | 9        | 7п       |
|              | Шутков Дмитро Анатолійович      | 3 квітня 1972     | Україна   | 9        | 2п       |
| Захисники    |                                 |                   |           |          |          |
|              | Беркеуан Космін                 | 5 серпня 1978     | Румунія   | 2        | 0        |
|              | Коротецький Ігор Олександрович  | 13 вересня 1987   | Україна   | 2        | 0        |
|              | Апаресідо Моура Леонардо Жозе   | 19 березня 1986   | Бразилія  | 5        | 0        |
|              | Рац Дінча Разван                | 26 травня 1981    | Румунія   | 18       | 0        |
|              | Срна Дарійо                     | 1 травня 1982     | Хорватія  | 21       | 2        |
|              | Стойкан Владімір Флавіус        | 24 листопада 1976 | Румунія   | 13       | 0        |
|              | Сейхан Толга                    | 17 січня 1977     | Туреччина | 15       | 0        |
|              | Хюбшман Томаш                   | 4 вересня 1981    | Чехія     | 16       | 0        |
|              | Чигринський Дмитро Анатолійович | 7 листопада 1986  | Україна   | 11       | 3        |
|              | Шевчук В'ячеслав Анатолійович   | 13 травня 1979    | Україна   | 20       | 0        |
| Півзахисники |                                 |                   |           |          |          |
|              | Вукіч Звонімір                  | 19 липня 1979     | Сербія    | 2        | 0        |
|              | Дуляй Ігор                      | 29 жовтня 1979    | Сербія    | 24       | 0        |
|              | Блумер Елано                    | 14 червня 1981    | Бразилія  | 25       | 5        |
|              | Родрігес да Сільва Жадсон       | 5 жовтня 1983     | Бразилія  | 23       | 7        |
|              | Левандовський Маріуш            | 18 травня 1979    | Польща    | 21       | 1        |
|              | Франселіно да Сільва Матузалем  | 10 червня 1980    | Бразилія  | 28       | 10       |
|              | Роза Фернандо Луіз              | 4 травня 1985     | Бразилія  | 23       | 1        |
|              | Тимощук Анатолій Олександрович  | 30 березня 1979   | Україна   | 27       | 5        |
| Нападники    |                                 |                   |           |          |          |
|              | Агахова Джуліус                 | 12 лютого 1982    | Нігерія   | 14       | 1        |
|              | Бєлік Олексій Григорович        | 15 лютого 1981    | Україна   | 23       | 7        |
|              | Лемос да Сільва Еваеверсон      | 16 червня 1980    | Бразилія  | 26       | 15       |
|              | Воробєй Андрій Олексійович      | 29 листопада 1978 | Україна   | 16       | 1        |
|              | Маріка Чіпріан Андрей           | 2 жовтня 1985     | Румунія   | 22       | 5        |
|              | Фомін Руслан Миколайович        | 2 березня 1986    | Україна   | 6        | 1        |